# Karl Breiling
Karl Breiling (* 17. März 1909 im Stadtteil Mannheim-Neckarau; † 29. November 1984 in Mannheim) war ein Mitglied der SPD und des Mannheimer Stadtrats. Von 1933 bis 1934 war er Teil des Mannheimer Widerstands gegen den Nationalsozialismus.

## Leben
Karl Breiling wurde als Sohn eines Emaillierers geboren und wurde römisch-katholisch getauft. Nach Abschluss der Volksschule, begann er 1923 eine Lehre als Former bei der Joseph Vögele AG in Mannheim. Im selben Jahr trat er sowohl der Gewerkschaft als auch der Sozialistischen Arbeiterjugend (SAJ) bei. 1926 war er zeitweise Vorsitzender der SAJ und trat ein Jahr später der SPD bei. Hier übernahm er 1929 den Vorsitz der SPD-Zahlstelle Neckarau und gründete 1927 die Arbeitsgemeinschaft junger Sozialdemokraten.

## Aktivität im Mannheimer Widerstand
Karl Breilings Aktivität als Widerstandskämpfer bezieht sich im Wesentlichen auf die Jahre 1933 und 1934. Während Georg Reinhold, der damalige Landesvorsitzende der SPD Baden mit Sitz in Mannheim, aus dem Deutschen Reich geflohen war, in Straßburg einen Exilvorstand gründete und eine Widerstandsbewegung durch die Herstellung von Aufklärungsschriften und sozialdemokratischen Nachrichtenblättern organisierte, stellte sich Karl Breiling als Verbindungsmann und Kurier zwischen dem SPD-Exilvorstand und der Mannheimer Widerstandsbewegung zur Verfügung. Das eingeschleuste Informationsmaterial wurde unter anderem in Neckarau zur Weiterverteilung deponiert.

## Nach dem Zweiten Weltkrieg
Karl Breiling gehörte zu den Männern und Frauen, die gleich nach dem Zweiten Weltkrieg den demokratischen Neuanfang in Angriff nahmen.
Er wurde 1945? in den Gründungsvorstand des Mannheimer SPD-Kreisverbandes gewählt und gehörte diesem zwar nur ein Jahr an, schaffte es allerdings ein Jahr später auf Platz 8 der SPD-Vorschlagsliste für die Wahl in den ersten Mannheimer Gemeinderat, wo er mit dato 47 Jahren das jüngste Fraktionsmitglied war. Im Jahr 1953 schied Karl Breiling wieder aus dem Gemeinderat aus und wurde sowohl Redakteur der Neckarauer Zeitung als auch Vorsitzender des Verwaltungsrates der Mannheimer Abendakademie. Ein Jahr später übernahm er bis 1960 den Vorsitz des SPD-Ortsvereins Neckarau. Außerdem wurde er 1959 in den Bezirksbeirat Neckarau als SPD-Mitglied gewählt, dem er bis zu seinem Tod angehörte.

## Ehrungen
Karl Breiling wurde mit der Schillerplakette der Stadt Mannheim ausgezeichnet. 1979 wurde er mit dem Verdienstkreuz am Bande des Verdienstordens der Bundesrepublik Deutschland geehrt. Am 29. Oktober 1983 wurde die Verdienstmedaille des Vereins Geschichte Alt-Neckarau e. V. an den Heimatforscher Karl Breiling vergeben.